# Torresol Energy
Torrelsol Energy es una compañía para el desarrollo de energías renovables y alternativas, centrada en la energía termosolar de concentración. Su objetivo es el desarrollo tecnológico, construcción, operación y mantenimiento de plantas termosolares por concentración.

## Historia
Torresol Energy se constituyó en 2008 mediante la asociación de SENER Grupo de Ingeniería con Masdar, compañía de energías renovables del gobierno de Abu Dabi. Está controlada por SENER Grupo de Ingeniería (60 %) y Masdar (40 %) y promueve plantas termosolares en propiedad.[cita requerida]
La empresa centra su actuación en el sur de Europa, norte de África, Oriente Medio, suroeste de Estados Unidos y América del Sur. En 2011 puso en operación comercial Gemasolar (Fuentes de Andalucía, Sevilla), la primera planta de energía solar térmica con tecnología de receptor central de torre y sistema de almacenamiento en sales fundidas y, en 2012 ha puesto en marcha otras dos plantas termosolares con tecnología de colectores cilindro-parabólicos (CCP), Valle 1 y Valle 2 (San José del Valle, Cádiz).

## Las plantas

### Gemasolar
Gemasolar es la primera planta comercial en el mundo de energía solar térmica con tecnología de receptor central de torre y sistema de almacenamiento en sales fundidas. Dispone de una capacidad de generación de energía de 19,9 MW, que se traduce en una producción eléctrica neta esperada de 110 GWh/año y una capacidad de almacenamiento, en ausencia de radiación solar, de hasta 15 horas. La planta consiste en un campo solar de 185 ha con receptor de torre (140 m de altura), isla de potencia y 2650 heliostatos –cada uno de ellos de 120 m²- distribuidos en anillos concéntricos alrededor de la torre. La planta está ubicada en Fuentes de Andalucía (Sevilla, España).
La incorporación del sistema de almacenamiento térmico en sales fundidas permite a esta planta producir electricidad en ausencia de radiación solar. El calor recogido por las sales -capaces de alcanzar temperaturas superiores a los 500 °C- sirve para generar vapor y, con él, producir energía eléctrica. El excedente de calor acumulado durante las horas de insolación se almacena en el tanque de sales calientes, lo que otorga a la planta la capacidad de producir energía eléctrica 24 horas al día durante algunos meses del año.

### Valle 1 y Valle 2
Valle 1 y Valle 2 son dos plantas solares colindantes de generación eléctrica mediante tecnología de colectores cilindro-parabólicos, que operan desde el mes de enero de 2012 en San José del Valle (provincia de Cádiz, España). Con una capacidad de generación de energía eléctrica de 50 MW cada una, la producción eléctrica neta esperada es de 160 GWh/año. Estas plantas ocupan un campo solar de 510 000 m² de colectores cilindro-parabólicos SENERtrough®. Cada una de ellas cuenta con un sistema de almacenamiento térmico de 7,5 horas de capacidad.
Los  colectores cilindro-parabólicos SENERtrough® concentran la radiación solar en un tubo colector central por el que circula aceite térmico y cuentan con un sensor óptico de alta precisión que realiza un seguimiento del sol de este a oeste. El aceite caliente se emplea para vaporizar agua que, mediante la expansión en una turbina de vapor, acciona un generador eléctrico que inyecta la energía a la red.